# Kleinziegenfeld
Kleinziegenfeld ist ein Kirchdorf mit 158 Einwohnern am südlichen Ende des Kleinziegenfelder Tals und Gemeindeteil der oberfränkischen Stadt Weismain.

## Geografische Lage
Kleinziegenfeld befindet sich am südlichen Ende des Kleinziegenfelder Tales, eines Tals des nördlichen Frankenjuras im Naturpark Fränkische Schweiz – Frankenjura. Durch das Tal fließt die Weismain. Die Ortschaft liegt zwei Kilometer nördlich der A 70 und acht Kilometer südlich des Ortskerns von Weismain.

## Geschichte

### Dorfgeschichte

#### Mittelalter bis Frühe Neuzeit
Ein erster Hinweis auf den Ort befindet sich in einer Urkunde des Klosters Michelsberg aus dem Jahr 1225, in der ein „Friedrich von Ziegenfeld“ genannt wird. Bald darauf tauchten in Dokumenten auch die Namen weiterer Ziegenfelder, die beiden ehemaligen Burgen von Kleinziegenfeld und das Schloss Kleinziegenfeld auf. Die Geschichte Kleinziegenfelds ist stark geprägt vom Wirken der ortsansässigen Freiherren, insbesondere der Von Schaumberg. Mit dieser Sonderstellung unterscheiden sich die historischen Orts- und Flurformen von denen der umliegenden Nachbardörfer wie Großziegenfeld, Weismain und Stadelhofen.
Bis 1430 wurde der Ort von den Amtmännern des Hochstifts Bamberg, das im Ort zwei Burgen besaß, verwaltet. Der Einfluss der weltlichen Herrschaft verstärkte sich ab 1379, als die Burg Kleinziegenfeld dem Nürnberger Burggrafen Friedrich V. zum Lehen aufgetragen wurde. Bis zum Erwerb der als Schloss ausgebauten Burg durch die Freiherren von Schaumberg im Jahr 1668 wechselten häufig die Besitzer des Adelssitzes und damit des Dorfes. Seit der Gründung im Jahr 1529 gehörte Kleinziegenfeld dem Ritterkanton Gebürg an. Eine Blütezeit hatte Kleinziegenfeld unter Karl Franz von Schaumberg († 1804), der den Ort förderte und beispielsweise die Bienleins- und die Schrepfersmühle errichten ließ, um die Wirtschaftlichkeit zu steigern.

#### 19. Jahrhundert

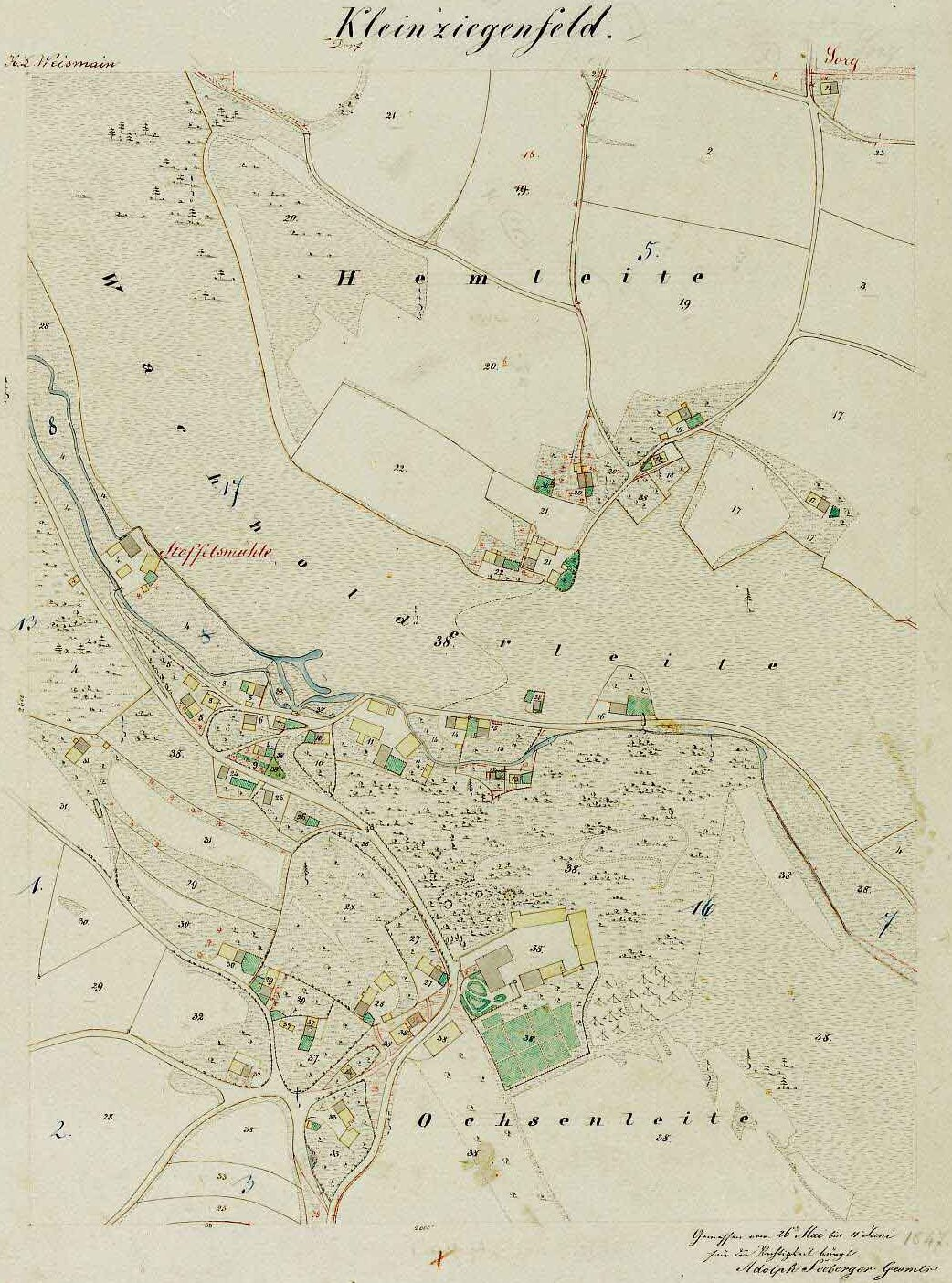
Ortsplan von Kleinziegenfeld im Jahr 1847

Die Säkularisation in Bayern im Jahr 1802 und die Gründung des Königreichs Bayern im Jahr 1806 hoben die adelige Grundherrschaft fast gänzlich auf. Kleinziegenfeld wurde mit Weiden 1811 zu einem Steuerdistrikt zusammengeschlossen. Sieben Jahre später wurde Kleinziegenfeld zur Gemeinde erhoben und bis 1848 der Gerichtsbarkeit des vom Kleinziegenfelder Schlossherren geführten Schaumbergischen Patrimonialgerichts unterstellt. Kleinziegenfeld erhielt im Jahr 1869 einen Bürgermeister. Gewählt wurde der Müller der Stoffelsmühle, Johann Deinhardt, der das Amt bis 1881 innehatte.
Vor dem Bau einer Kapelle in Kleinziegenfeld kam 1864 bei der Bevölkerung  der Wunsch auf, dass eine Glocke „zur Angabe der täglichen Zeit für das Dorf höchst wünschenswert wäre“. Zunächst war als Bauplatz für einen Glockenturm oder eine kleine Kapelle der Garten des Kleinziegenfelders Johann Eberlein (Haus Nr. 28, 50° 1′ 10,5″ N, 11° 12′ 5,6″ O) im Oberdorf vorgesehen. Auf Betreiben des Müllers der Bienleinsmühle, Johann Hübner, der auch gelernter Glaser- und Drechslermeister war, entschied man sich für die damals noch zur Gemeinde Pfaffendorf gehörende Landspitze unweit der Schwarzmühle. Der Bau der Maria-Hilf-Kapelle begann 1868 und wurde 1873 abgeschlossen. Die Kapelle wurde nach dem Vorbild der Kümmerniskapelle auf dem Hechenberg bei Burghausen errichtet, jedoch reicher und prunkvoller ausgestattet. In einem Artikel über die Weihe der Kapelle am 5. Oktober 1873 schrieb das Lichtenfelser Tagblatt, dass „sie eine unvergleichliche Zierde dieses an und für sich schon mit landschaftlichen Reizen überreich ausgestatteten Thales“ sei.
1871 erließ das Bezirksamt Lichtenfels eine Distriktpolizeiliche Feuerlöschordnung für den Bezirk Lichtenfels, nach der alle Gemeinden für die Anschaffung und den Unterhalt von Löschgeräten zu sorgen hatten. und dass ein „Feuerlöschrequisitenhaus“ und ein Wasserreservoir zu bauen waren. Feuerwehrpflichtig waren alle männlichen Einwohner vom 18. bis 50. Lebensjahr und hatten Dienst bei Feuerlöschübungen, Bränden und Brandwachen zu leisten. Am 12. Januar 1871 gründeten Johann Eberlein, Johann Schütz, Andreas Preißinger, Johann Witz und Johann Eberlein eine Freiwillige Feuerwehr in Kleinziegenfeld. Das noch erhaltene alte Feuerwehrhaus (Haus Nr. 46) wurde im Jahr 1889 errichtet.
Bis ins 20. Jahrhundert fand die Trinkwasserversorgung der Kleinziegenfelder durch Wasserschöpfen mit Bütten aus der Weismainquelle und dem Dorfweiher bei der Stoffelsmühle statt. Der Bau von Wasserleitungen wurde erst nach 1890 vorangetrieben. Zuvor gab es nur eine im Februar 1888 von Bürgermeister Johann Hübner auf eigene Kosten gebaute Wasserleitung von der Weismainquelle zur Kapelle und dem Pfarrhaus. 1893 wurde durch genossenschaftliche Initiative eine Wasserleitung mit Brunnenkasten und -säule für die Ortsteile Hühnerberg und Oberdorf sowie für die Ortschaften Pfaffendorf und Wölkendorf hergestellt. 30 % der Baukosten musste die Gemeinde Kleinziegenfeld übernehmen, wobei die Bewohner sich zunächst weigerten, sie mitzutragen. Das Leitungssystem wurde 1924 vollständig von der Gemeinde Kleinziegenfeld übernommen. 1956 waren erst 1300 der geplanten 2000 Meter Rohrleitung verlegt, in Pfaffendorf und Kleinziegenfeld waren zusätzlich Hochbehälter errichtet worden.

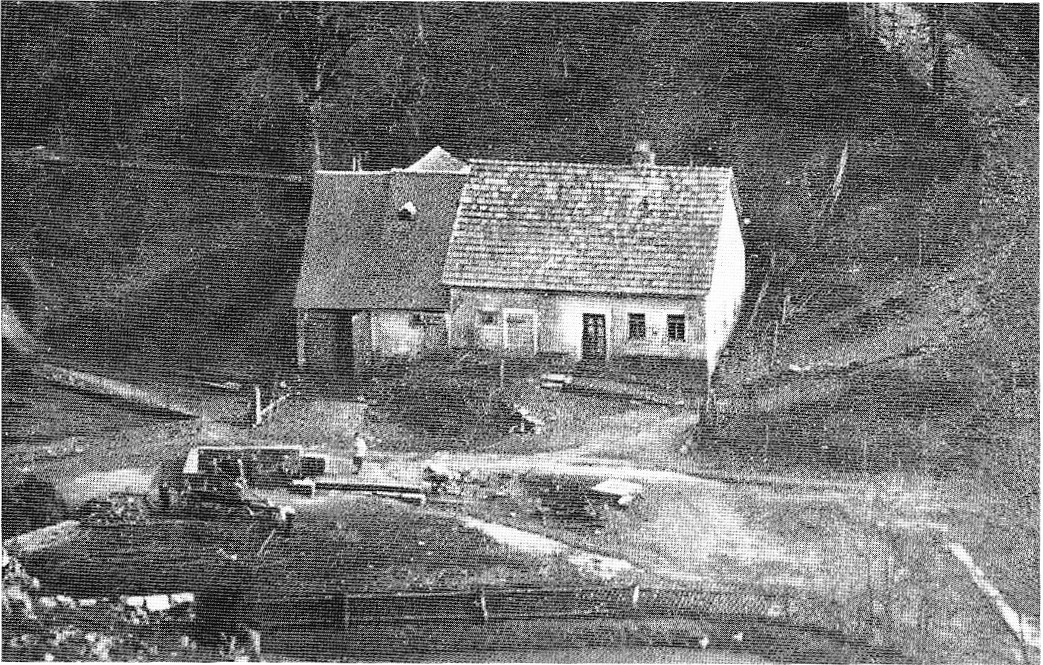
Der Dorfplatz im Kleinziegenfelder Ortsteil Grund um 1905. Am unteren Bildrand ist der umzäunte Weiher zu sehen, vor dem Haus die gefasste Weismainquelle
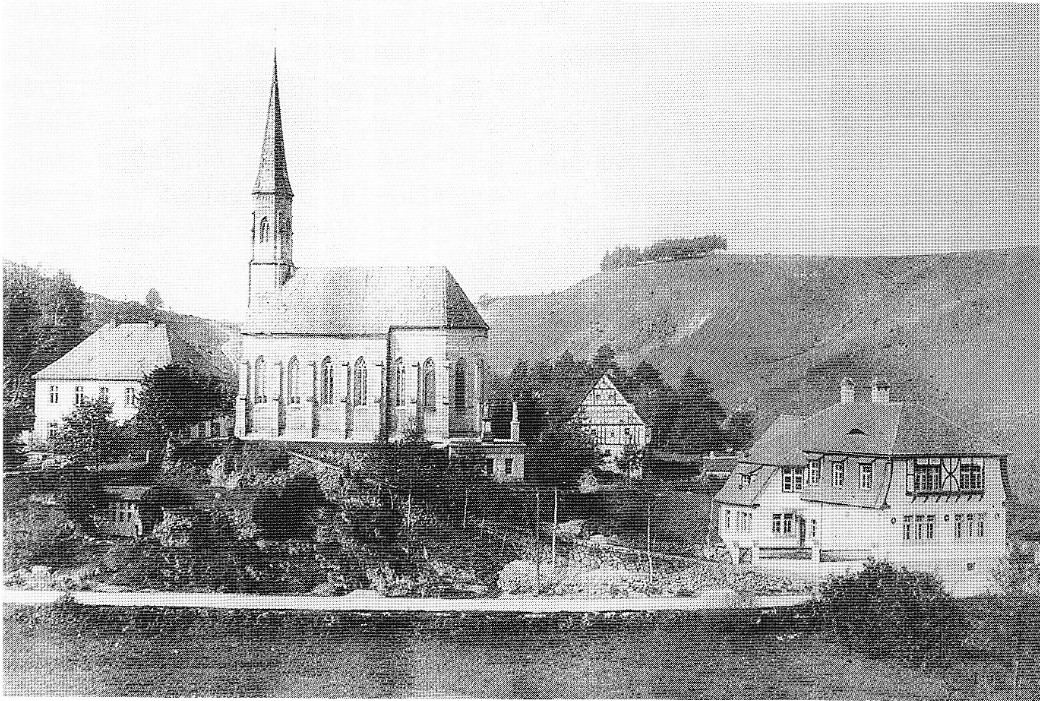
Die Kleinziegenfelder Kirche und das 1907 errichtete Schulhaus von Kleinziegenfeld

Im Jahr 1898 gab es Bestrebungen zum Bau einer Schule in Kleinziegenfeld. Die Kinder mussten zu dieser Zeit die eine Stunde entfernte Schule in Stadelhofen besuchen. Im November 1898 lehnte die Gesamtgemeinde den Bau eines Schulgebäudes zunächst ab. Erst 1906/1907 wurde „trotz vieler Kämpfe und Unannehmlichkeiten“ ein Schulhaus gebaut, das sich noch auf dem nördlichen Nachbargrundstück der Maria-Hilf-Kapelle befindet. Der Schulbetrieb wurde 1972, noch vor dem Ende der Selbstständigkeit Kleinziegenfelds, eingestellt. Neuer Schulort wurde für die Grundschüler Weismain, für die weiteren Volksschulklassen Altenkunstadt.

#### 20. Jahrhundert und Gegenwart
Beim Durchzug der amerikanischen Truppen im Mai 1945 gab es im Dorf keine Schäden. Die deutlichste Auswirkung des Zweiten Weltkriegs für Kleinziegenfeld war der sprunghafte Anstieg der Einwohnerzahl von gut 221 (1945) auf 333 (1948). Der Friedhof am Götzelsberg wurde unter Pfarrer Johannes Gailer in den Jahren 1954/1955 eingerichtet. Zuvor waren die verstorbenen Gemeindemitglieder meist in Stadelhofen beigesetzt worden.
Bis 1977 war Kleinziegenfeld zusammen mit der Schwarzmühle eine eigene Gemeinde. Mit der Gemeindegebietsreform wurde sie am 1. Januar 1978 nach Weismain eingemeindet.
Das Feuerwehrhaus entstand zwischen Februar 1999 (Planungsbeginn) bis Mai 2004 im Ortsteil Grund. Nach der Fertigstellung des Rohbaus im Jahr 2001 erwarb die Kleinziegenfelder Feuerwehr von der Lichtenfelser Feuerwehr ein gebrauchtes Feuerlöschgruppenfahrzeug LF 8 von Mercedes-Benz aus dem Jahr 1973.

### Historische Dorf- und Siedlungsstruktur
Kleinziegenfeld hatte mehrere Ortsteile sowohl innerhalb des Kernsiedlungsgebiets als auch außerhalb. Der Ort selbst begann südlich der Stoffelsmühle, das geht aus einem Mühlenakt der 1860er Jahre hervor, in dem es hieß, dass die Mühle „unterhalb (gemeint ist flussabwärts) des Orts Kleinziegenfeld an der Weismain“ liegt. Der älteste Teil des Dorfes, das Oberdorf, entwickelte sich im Spätmittelalter auf dem Hochplateau neben dem Schloss. Etwa im 19. Jahrhundert war die Besiedlung dort abgeschlossen. Der Ortsteil Hühnerberg befindet sich auf der Anhöhe östlich des Tals und wurde vermutlich im 15. Jahrhundert gegründet. Es umfasst sieben Anwesen mit Wohnhäusern und Stallungen sowie einen Backofen. Der dritte größere Ortsteil ist der Grund im Talgrund rund um die Weismainquelle. Der dort vorherrschende Bau war das Gasthaus Zur Weismainquelle. Die übrigen Gebäude waren kleine Tropfhäuser dicht an den Talhängen.
Außerhalb des Dorfkerns befanden sich die zu Kleinziegenfeld gehörenden Schrepfersmühle, Bienleinsmühle, Hammerschmiede, Schwarzmühle und die Ansiedlung um die 1873 geweihte Maria-Hilf-Kapelle. Dieser vierte größere Dorfbereich bildete sich mit dem 1881 erbauten Pfarrhaus, dem 1907 errichteten Schulhaus und einem Anfang des 20. Jahrhunderts erbauten Wohnhaus mit Schreinerei heraus. Seitdem kamen keine weiteren Anwesen dazu, jedoch befindet sich die Ansiedlung direkt neben der zu Großziegenfeld gehörenden ehemaligen Ehrhardsmühle, so dass das Häuserensemble dennoch größer wirkt.
Des Weiteren gab es zwei Einöden. Auf dem Hochplateau westlich des Tals befindet sich etwas abgelegen Haus Nr. 31, ein Wohnhaus der Nachfahren des Schlossjägers Ferdinand Witz, das aufgrund seiner Lage nicht zum Oberdorf, sondern als Einöde gezählt wurde. Kulturgeschichtlich bedeutender ist die Einöde Sorg (ehemals Haus Nr. 23), östlich des Ortsteils Hühnerberg. In Kleinziegenfeld galten die unheimlichen Geschichten des „Sorgpöpels“ als Erziehungsmittel für unartige Kinder. Der Untergang des 1731 erbauten Wohnstallhauses zeichnete sich ab Mitte des 19. Jahrhunderts ab. Mehrere Dienstboten und Tagelöhner des Gehöfts wanderten nach Amerika aus, so dass die Bewirtschaftung des Hofs erschwert wurde und spätestens um 1860 aufgegeben wurde. In den Bayerischen Ortsverzeichnissen von 1864 und 1875 wird die Einöde ohne Einwohner (unbewohnt) aufgeführt. Anfang des 20. Jahrhunderts wurde der Hof endgültig aufgegeben und fortan bis zum Einsturz im Jahr 1972 nur noch als Unterstand für landwirtschaftliche Maschinen genutzt.
Die Wirtschafts- und Sozialstruktur des Ortes in der Mitte des 19. Jahrhunderts verdeutlicht die Auswirkungen, die ein ritterschaftliches Anwesen in einem Dorf früher mit sich brachte. So geht aus den Dorfakten hervor, dass um 1850 nur 13 von 37 Hausbesitzern Bauern waren. Unter den übrigen 24 Hausbesitzern waren vier Müller, darunter ein Papiermüller, ein Schmied, ein Waffenschmied, ein Wirt und Brauer, zwei Schneider, ein Wagner, ein Schäfer, ein Weber und Korbflechter, ein Schreiner, ein Kaufmann, ein Bäcker, ein Papierhändler und ein auf Mühlen spezialisierter Zimmerer, der sogenannte Mühlarzt. Dazu kamen fünf Tagelöhner für die Bestellung der Felder des Ritterguts.

### Religion
Kleinziegenfeld wechselte als einer der ersten Orte in der nördlichen Frankenalb Mitte des 16. Jahrhunderts zum evangelisch-lutherischen Bekenntnis. Dies lag an den seit der Kirchenspaltung stets protestantischen Lehensherren, die auch ihren Untertanen dasselbe Bekenntnis abverlangten. Unter den vielen Verwaltern Kleinziegenfels hatte der fürstlich brandenburgische geheime Kammermann und Kanzler Hilderich Antonius von Varell in seinem Schloss eine Predigerstelle eingerichtet, in der er die neue Lehre predigte. Bei seiner Abwesenheit wurden die Messen von seinem Schreiber oder der Beschließerin abgehalten. Aus alten Unterlagen geht hervor, dass den privaten Gottesdiensten bis zu 130 Personen aus Klein- und Großziegenfeld, Stadelhofen und Weiden beiwohnten. Nachdem der Ort im 17. Jahrhundert rekatholisiert worden war, ist er wieder überwiegend katholisch.

### Einwohnerentwicklung
Die folgende Tabelle gibt die Entwicklung der Einwohnerzahl Kleinziegenfels anhand einzelner Daten wieder.
| Jahr | Einwohner | Anmerkungen                                    | Quelle |
| ---- | --------- | ---------------------------------------------- | ------ |
| 1820 | 178       |                                                | [ 11 ] |
| 1832 | 251       |                                                | [ 12 ] |
| 1840 | 255       | mit Ortsteilen                                 | [ 13 ] |
| 1861 | 243       | 221 EW ohne Ortsteile                          | [ 10 ] |
| 1867 | 273       | mit Ortsteilen                                 | [ 14 ] |
| 1871 | 266       | 233 EW ohne Ortsteile                          | [ 15 ] |
| 1872 | 280       | mit Ortsteilen                                 | [ 16 ] |
| 1875 | ca. 250   | 220 EW ohne Ortsteile                          | [ 17 ] |
| 1885 | 228       | 197 EW ohne Ortsteile                          | [ 18 ] |
| 1900 | 249       | 228 EW ohne Ortsteile                          | [ 19 ] |
| 1910 | 251       | mit Ortsteilen                                 | [ 20 ] |
| 1925 | 233       | 211 EW ohne Ortsteile                          | [ 21 ] |
| 1933 | 232       |                                                | [ 22 ] |
| 1939 | 232       |                                                | [ 22 ] |
| 1945 | 221       |                                                | [ 7 ]  |
| 1945 | 345       | inkl. 124 Heimatvertriebene                    | [ 23 ] |
| 1947 | 327       | inkl. Heimatvertriebene                        | [ 23 ] |
| 1948 | 333       | inkl. Heimatvertriebene                        | [ 7 ]  |
| 1950 | 319       | 294 EW ohne Ortsteile, inkl. Heimatvertriebene | [ 24 ] |
| 1958 | 255       | inkl. EW der Ortsteile                         | [ 23 ] |
| 1961 | 230       | 215 EW ohne Ortsteile                          | [ 25 ] |
| 1970 | 217       | 203 EW ohne Ortsteile                          | [ 25 ] |
| 1987 | 198       |                                                | [ 26 ] |
| 2011 | 192       |                                                | [ 27 ] |
| 2012 | 195       |                                                | [ 28 ] |
| 2013 | 191       |                                                | [ 29 ] |
| 2015 | 170       |                                                | [ 30 ] |
| 2016 | 162       |                                                | [ 31 ] |
| 2017 | 172       |                                                | [ 32 ] |
| 2018 | 158       |                                                | [ 1 ]  |

## Sehenswürdigkeiten

### Landschaftselemente

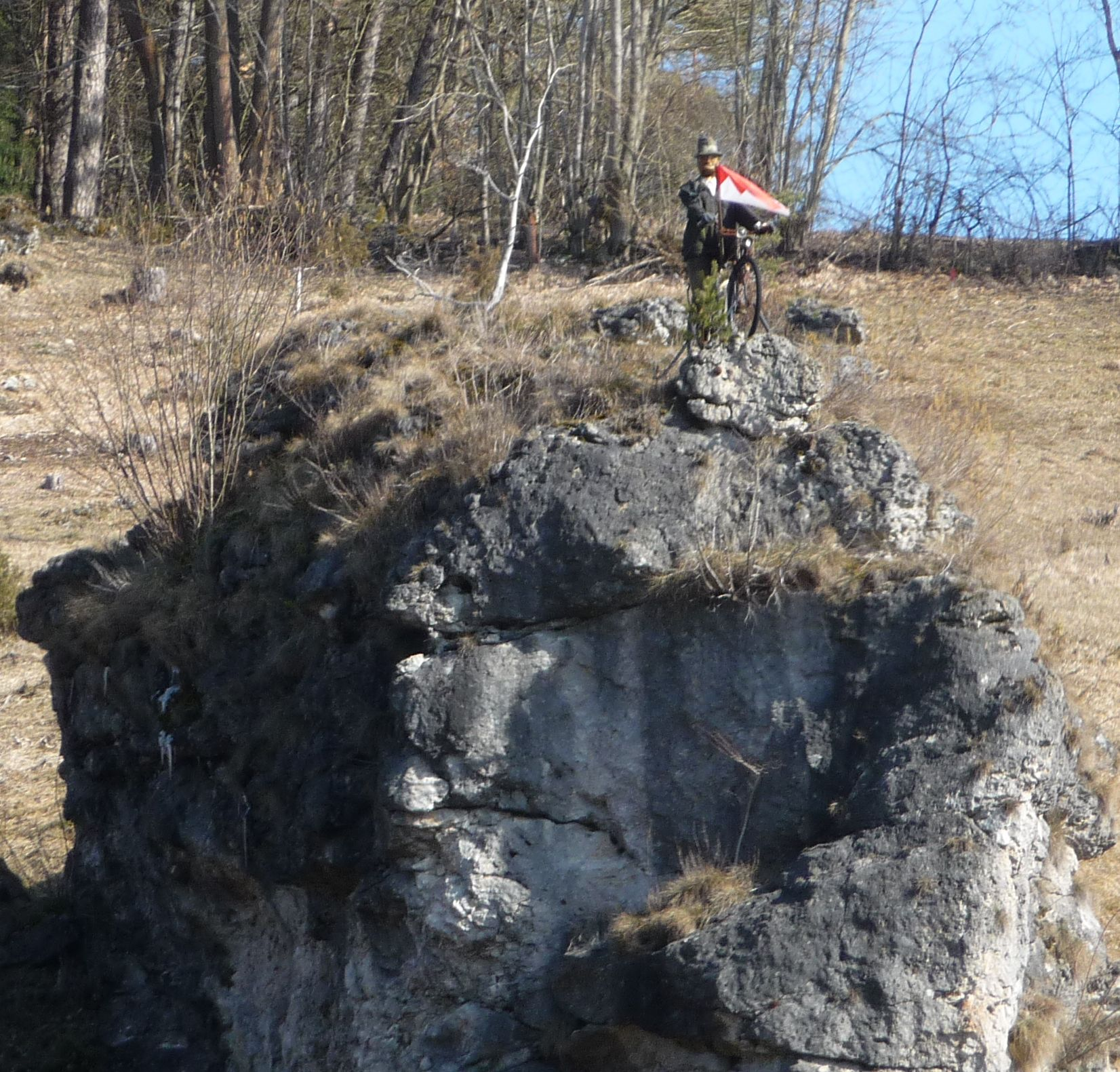
Radfahrerstatue Claudius

Bedingt durch Kleinziegenfelds Siedlungsstruktur mit zahlreichen offenen Flächen zwischen den einzelnen Ortsteilen konnten sich im Gebiet der ehemaligen Gemeinde Kleinziegenfeld zahlreiche, teilweise unter Schutz stehende Naturschönheiten erhalten. Am auffälligsten und größten ist das Naturschutzgebiet Wacholderhänge bei Kleinziegenfeld im östlichen Teils Kleinziegenfelds an einem Hang zwischen den Ortsteilen Hühnerberg und Grund. Darin befinden sich die markanten Kalkfelsen Altenstein und Schmiedsstein sowie der Felsen mit der Claudius-Figur, das Wahrzeichen von Kleinziegenfeld. Auf der gegenüberliegenden Hangseite des Tals ragen der Felsenkegel Hühnerkirche und das Naturdenkmal Dolomittürme empor. Am Talgrund, neben dem ehemaligen Dorfgasthof, entspringt die Weismain.

### Bauwerke
Etwas außerhalb des Ortes wird im Kleinziegenfelder Steinbruch der Kleinziegenfelder Dolomit gebrochen. Knapp einen Kilometer nördlich von Kleinziegenfeld steht auf einer flachen Felsnase die neugotische Kapelle Maria Hilf aus dem Jahre 1873. Sehenswert sind auch das Schloss Kleinziegenfeld sowie die vollständig erhaltenen Getreidemühlen Stoffels- und Schwarzmühle. Von den ehemaligen Mühlen Bienleinsmühle und Hammerschmiede sind nur noch Reste der Stauanlagen in der Weismain auszumachen.
Der Gasthof Kauppert war das dominierende Bauwerk im Grund. Er wurde schon vor 1692 errichtet mit einer Brauerei und Felsenkellern, einem großen Tanzsaal mit darunterliegendem Stall in einem Nebengebäude, einem Backofen und einem Hopfenacker. Geschichtliche Dokumente über das Anwesen sind seit dem frühen 19. Jahrhundert erhalten. 1825 kam die Gastwirtschaft nach dem Konkurs des Wirtes Johann Seelmann zum Preis von 1115 Gulden in den Besitz des aus Dittersbrunn stammenden Königlichen Forstwarts Joseph Kauppert. Um 1870 könnte das Gasthaus neben dem Brau- und Schankrecht auch das Brennrecht innegehabt haben. Das Brauhaus, der Tanzsaal und der Backofen wurden 1984 bis 1985 abgerissen. An ihrer Stelle befindet sich ein Wohnhaus. Im Jahr 2000 wurde das alte Wohn- und Gasthaus bis auf das Kellergewölbe abgerissen, obwohl es als Baudenkmal geschützt war.

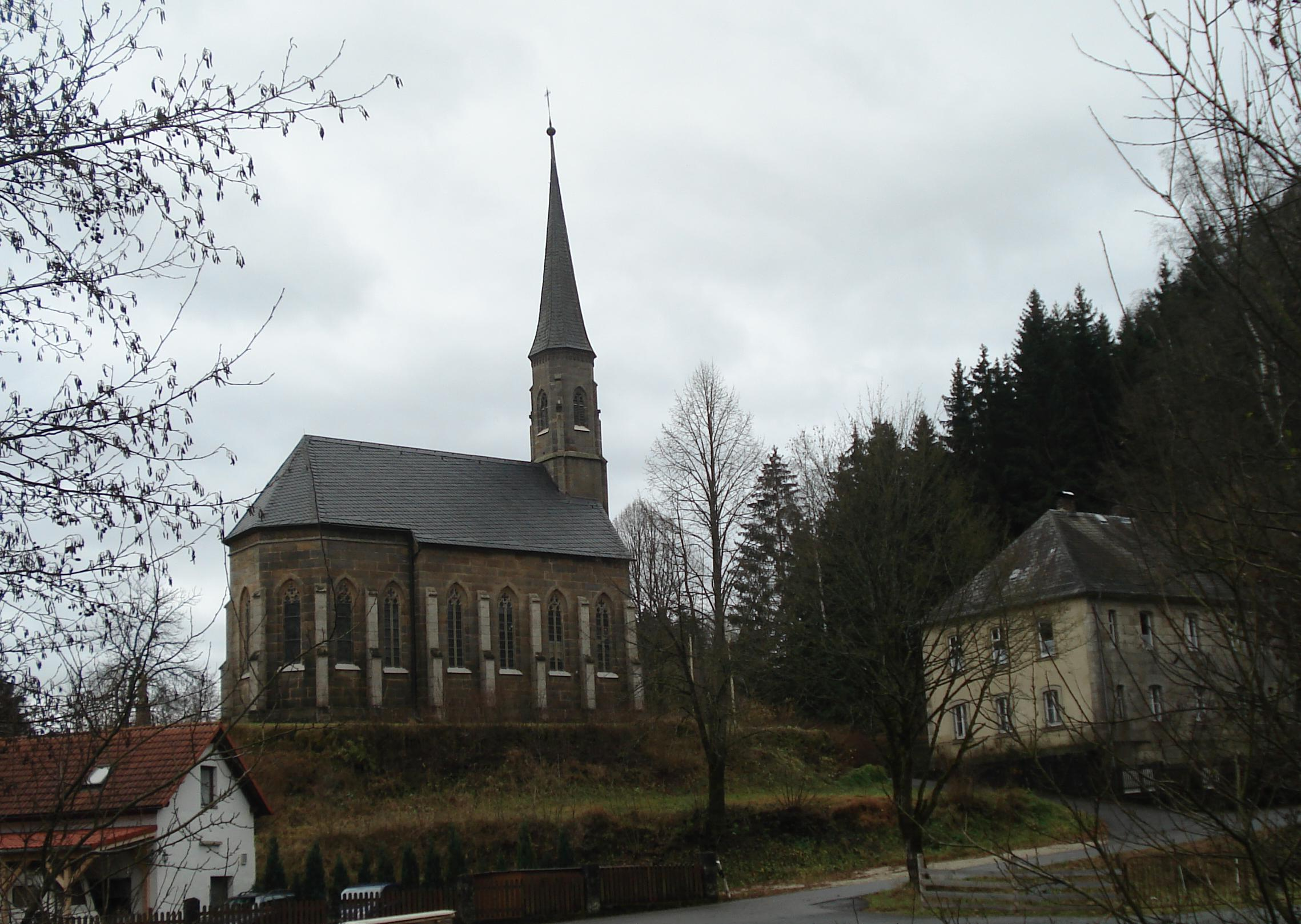
Die Kleinziegenfelder Maria-Hilf-Kapelle mit Pfarrhaus (rechts)
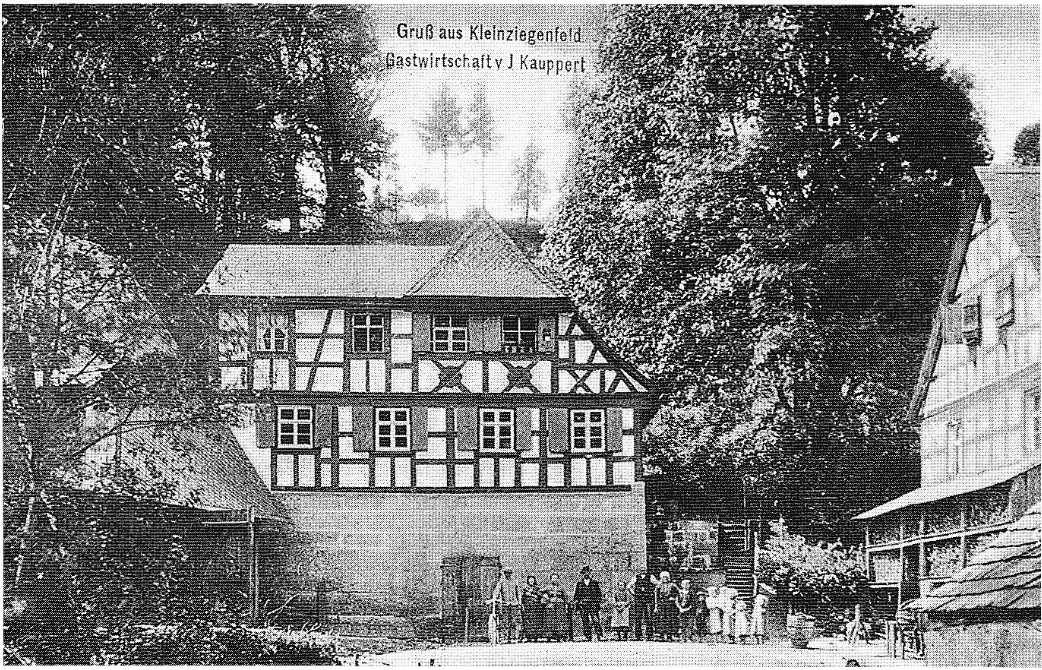
Die Gastwirtschaft Kauppert um 1900

## Persönlichkeiten

### Söhne und Töchter des Orts
Die folgende, alphabetisch aufgelistete Übersicht enthält bekannte, in Kleinziegenfeld geborene Persönlichkeiten. Ob die Personen ihren späteren Wirkungskreis in dem Ort hatten oder nicht, ist dabei unerheblich. Die Liste erhebt keinen Anspruch auf Vollständigkeit.
- Georg Ammon (1861–1929), Gymnasiallehrer und Klassischer Philologe
- Josef Peter Urban (* 1951), Archivar

### Persönlichkeiten, die vor Ort gewirkt haben
- Johannes Gailer (* 4. Dezember 1885, † 30. August 1959), Pfarrer in Kleinziegenfeld von 1951 bis 1959, davor in Heroldsbach (siehe Heroldsbacher Marienerscheinungen)